# Perilampus manii
Perilampus manii är en stekelart som beskrevs av Subba Rao 1986. Perilampus manii ingår i släktet Perilampus och familjen gropglanssteklar. Inga underarter finns listade i Catalogue of Life.